# Lgota (Wadowice)
Pour les articles homonymes, voir Lgota.
Lgota est une localité polonaise de la gmina de Tomice, située dans le powiat de Wadowice en voïvodie de Petite-Pologne.